# McLean Falls
Die McLean Falls sind ein Wasserfall einschließlich nachfolgender Kaskaden auf der Südinsel Neuseelands. Er liegt im Lauf des Tautuku River im Gebiet der Ortschaft Chaslands am östlichen Rand der Catlins in der Region Otago. Seine Fallhöhe beträgt insgesamt etwa 22 Meter.
Vom Chaslands Highway, der zur Southern Scenic Route gehört, führt die Rewcastle Road in nördlicher Richtung an ihrem Ende zu einem Parkplatz. Von hier aus leitet ein Wanderweg durch einen Wald mit Kōtukutuku-, Olearia- und Steineibenbestand  in etwa 20 Minuten zum Wasserfall. Die McLean Falls gehören zu den Verbreitungsgebieten der Langhornmückenart Arachnocampa luminosa, die insbesondere durch die Waitomo Caves auf Neuseelands Nordinsel bekannt sind. Benannt ist der Wasserfall nach dem irischstämmigen Siedler Alexander McLean (1875–1938), der an seiner touristischen Erschließung maßgeblich beteiligt war.